# Directorio Revolucionario Ibérico de Liberación
El Directorio Revolucionario Ibérico de Liberación (DRIL) fue una agrupación política y organización terrorista formada en 1959 por exiliados españoles (principalmente gallegos) y portugueses para luchar contra las dictaduras salazarista y franquista.
El DRIL tenía dos secretarios generales, Humberto Delgado y Xosé Velo Mosquera (Xunqueira de Ambía), provenientes de la oposición antisalazarista y antifranquista (y, en el caso de Velo, galleguista). Entre sus miembros destacaron el capitán portugués Henrique Galvão y José Fernández Vázquez (Jorge de Soutomaior), exmilitante del Partido Comunista de España y antiguo comandante de la marina republicana durante la guerra civil española.

## Actividades

### Primeras acciones y caso Begoña Urroz
Las primeras acciones del DRIL tuvieron lugar el 18 de febrero de 1960 en Madrid. Explotaron varias bombas, una junto a la Casa de la Villa (sede del ayuntamiento), y otra en los locales del Movimiento Nacional de la misma ciudad. Otras tres bombas fueron desactivadas. En la acción murió el miembro del DRIL José Ramón Pérez Jurado, al que le explotó uno de los artefactos. Su compañero Antonio Abad Donoso fue detenido y, aunque ninguna de las explosiones produjo ninguna víctima, fue sentenciado a muerte y ejecutado el 8 de marzo.
Existe polémica acerca de cuáles fueron las siguientes acciones armadas del DRIL en España. El 27 de junio de 1960 se produjo una ola de explosiones: uno en el tren correo Barcelona-Madrid, cuatro en estaciones de tren de Barcelona, Madrid y San Sebastián (en las estaciones del Norte y de Amara). Dos días después hubo otra explosión en Bilbao (en la estación de Atxuri). En el atentado de la Estación de Amara, la explosión de una bomba incendiaria produjo la muerte de una niña de 22 meses, Begoña Urroz. Se considera la primera víctima del terrorismo en España.
En su momento, los atentados fueron atribuidos al DRIL, que los reivindicó. Sin embargo, cuarenta años después, el exministro Ernest Lluch atribuyó el atentado de Amara a ETA, en el que habría sido el primer asesinato de la banda. Esta hipótesis es criticada como infundada por los historiadores Francisco Letamendia, Santiago de Pablo e Iñaki Egaña, quien sostiene que según las memorias de Soutomaior, él mismo habría reconocido y lamentado el atentado. De hecho, según la documentación hallada por este historiador, doce miembros de este grupo, la mayoría de los participantes en los atentados, huyeron a Bélgica. Todos ellos fueron detenidos en Lieja; nueve fueron juzgados por tráfico ilegal de armas y explosivos y por la muerte de Begoña Urroz y los otros tres fueron liberados.
En mayo de 2013, el periodista catalán, Xavier Montanyà, accedió a archivos policiales desclasificados, asegurando que la versión sobre la autoría de ETA del atentado de 1960 «no es sostenible».En 2025 el expresidente Jose Luis Rodríguez Zapatero y el exministro José Bono reconocieron la autoría del DRIL sobre el asesinato, atribuyendo la versión de la autoría de ETA que Lluch defendió a un consenso que no cuestionaron.

### Operación Dulcinea
La acción más conocida del DRIL fue al año siguiente, con el secuestro del buque portugués Santa María, que cubría la ruta La Guaira-Lisboa-Vigo, entre el 22 de enero y el 4 de febrero de 1961. Veinticuatro miembros del DRIL liderados por Henrique Galvão secuestraron el buque Santa María con 586 pasajeros en medio del Océano Atlántico, con el propósito de atraer la atención mundial sobre la situación que se vivía en Portugal y España o crear una ruptura política entre Brasil y las dos dictaduras de la península ibérica, rebautizando el buque como Santa Liberdade. Tras conversaciones con el gobierno brasileño presidido por Jânio Quadros, los miembros del DRIL depusieron las armas y condujeron el buque hacia Recife a cambio de recibir el estatuto de refugiados políticos. El buque fue devuelto a sus propietarios de la portuguesa Companhia Colonial de Navegação.
Tras el secuestro el DRIL se sumió en una crisis debido, entre otras cosas, a las luchas internas sobre quien debía liderar la organización; Henrique Galvão fue cuestionado por el general Humberto Delgado debido a la mala publicidad dada por el secuestro del Santa Maria. Otro problema era determinar si el DRIL se dedicaría permanentemente a ejecutar ataques con bombas o sabotajes, o si planificaría finalmente una sublevación de tipo militar en España o Portugal. A pesar de esas discrepancias que debilitaban la cohesión del grupo, el DRIL continuó realizando acciones esporádicas hasta 1964, desapareciendo después de ese año.[cita requerida]
Jorge de Soutomaior escribió un libro titulado Yo robé el Santa María, que no fue publicado en España hasta el año 1978. El libro es un relato de primera mano del secuestro que evidencia el importante papel de los gallegos en esta acción y las fuertes diferencias entre Xosé Velo y Humberto Delgado. En 2004 se estrenó el documental Santa Liberdade, dirigido y escrito por Margarita Ledo Andión, narrando el secuestro del Santa María. El documental cuenta con la participación de Camilo Mortágua (que tenía 27 años entonces y era la mano derecha de Galvâo), Federico Fernández Ackermann (hijo del comandante Soutomaior) y Victor Velo (hijo de Xosé Velo).

## Legado
En 1999 se publicó la novela Santa Liberdade de Miguel Bayón, y en 2004 Pirates de la llibertat de Xavier Montanyà (traducido al gallego en 2019). En el cine, se estrenó en 2004 el mencionado Santa Liberdade de Margarita Ledo Andión, y en 2022 Xosé Velo. O libertador ibérico, de Aser Álvarez.